# Maldang
Maldang est un village du Cameroun situé dans la commune de Meri, le département du Diamaré et la région de l'Extrême-Nord.
Il dépend du canton de Doulek.

## Localisation
Maldang est un village qui se situe sur le Méridien 14° 09' et le Parallèle 10° 48'. Il se trouve à une altitude de 616 m. Le village de Maldong se trouve sur la carte de Maroua. Il se trouve sur la route de Doulek à Manzalla puis suivre la piste des piétons jusqu'à Maldang.

## Population
Lors du dernier recensement de 2005, le village de Maldang comptait une population de 1 140 habitants dont 520 de sexe masculin (46 %) et 620 (54 %) de sexe féminin. La population de Maldang représente 0.67 % de l'arrondissement de Méri. L'Ethnie Moufou est majoritaire au sein de la population. En 1974, la population du village de Maldang ne comptait que 289 habitants soit une augmentation de près de 300 %.